# Usina Nuclear de Fangjiashan
A Usina nuclear de Fangjiashan (方家山核电站)  é uma usina nuclear na Província de Zhejiang, China, adjacente a já existente Usina Nuclear de Qinshan.
Dois reatores de água pressurizada (PWRs) de 1,080 megawatt (MWe) estão em construção, com um custo total de 26 bilhões de yuans (US$3.8 billhões).
O 'primeiro concreto' para a primeira unidade da instalação foi derramado em 26  de dezembro de 2008. A construção da segunda unidade seguiu-se em julho de 2009.
Os reatores foram conectados a rede nacional de energia elétrica em dezembro de 2014 e janeiro de 2015, respectivamente.
Em dezembro de 2014 foi anunciado que as unidades 3 e 4 seriam do design Hualong-1 (CPR-1000 melhorado).
| Unidade       | Tipo | Modelo                 | Potência em rede | Potência total | Potência térmica | Início da construção | Início das operações    | Notas |
| ------------- | ---- | ---------------------- | ---------------- | -------------- | ---------------- | -------------------- | ----------------------- | ----- |
| Fase I        |      |                        |                  |                |                  |                      |                         |       |
| Fangjiashan 1 | PWR  | CPR-1000               | 1012 MW          | 1089 MW        | 2905 MWt         | 26 de dezembro, 2008 | 15 de dezembro de 2014  | [ 5 ] |
| Fangjiashan 2 | PWR  | CPR-1000               | 1012 MW          | 1089 MW        | 2905 MWt         | 17 de julho de 2009  | 12 de fevereiro de 2015 | [ 6 ] |
| Fase II       |      |                        |                  |                |                  |                      |                         |       |
| Fangjiashan 3 | PWR  | HPR-1000 (Hualong One) | ?                | 1150 MW        | ?                | Dezembro de 2015     | 2019                    | [ 7 ] |
| Fangjiashan 4 | PWR  | HPR-1000 (Hualong One) | ?                | 1150 MW        | ?                | Dezembro de 2016     | 2020                    | [ 7 ] |